# Santuari de Puiggraciós
El santuari de Puiggraciós està situat al bell cim del contrafort oriental dels Cingles de Bertí, en el terme municipal del Figueró, a la comarca del Vallès Oriental.
Es troba a una altitud de 689,2 metres, una mica abans d'arribar al cim del Puiggraciós, al seu nord-est.

## Història
L'any 1701 s'iniciaren els tràmits per a la construcció del Santuari molt a prop d'on, segons la llegenda, es va trobar la imatge de la Mare de Déu. El 1711 s'obrí al culte i el 1737 estava ja enllestit el retaule de l'altar major. No es coneix la data del bastiment del cambril, però sí que en consta l'existència l'any 1771. Durant uns anys els parroquians de Montmany utilitzaren el santuari com a temple parroquial, atès el mal estat de l'església de Sant Pau de Montmany. Ben aviat s'hi va construir també la casa de l'ermità, que més endavant es convertí en hostatgeria: és on Raimon Casellas situa algunes de les escenes més punyents de la seva novel·la Els sots feréstecs.

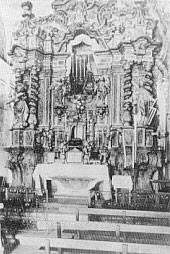
Retaule barroc destruït el 1936

Durant la guerra civil espanyola, el 25 de juliol de 1936 va ser cremat el santuari i destruït el magnífic retaule barroc, a més de moltes altres destrosses a l'edifici. La imatge de la Mare de Déu es va poder salvar gràcies al coratge d'uns veïns que la van amagar en diversos indrets. Actualment, i des de l'any 1946, per disposició de l'Ordinari del bisbat de Barcelona, el Santuari passà a la jurisdicció de la parròquia de Sant Genís de l'Ametlla.
Ja a partir del 1939 s'inicià la reconstrucció de l'església, atès que només hi havien quedat les parets. És, però, des del 1951 que es va fer un nou i decidit impuls per continuar l'obra de restauració, sota la direcció de l'arquitecte Lluís Bonet i Garí i l'empenta del rector de l'Ametlla, mossèn Jesús Ventura. El diumenge 8 de setembre de l'any 1957, acabades les obres, es feu la inauguració solemne en una diada de gran festa i amb nodrida presència dels pobles de la comarca. S'entronitzà la Santa Imatge pel bisbe de Barcelona Gregorio Modrego Casaus.

## Arquitectura
La planta és de creu llatina. Sobre el creuer hi ha una cúpula. Les voltes estan decorades amb motius florals. L'absis actual és nou i correspon a l'entrada de l'església primitiva. Disposa d'un cambril on s'exposa la imatge de la Mare de Déu de Puiggraciós i un petit cor amb balustrada de fusta. La porta d'entrada és quadrada, amb una motllura al voltant. Per sobre, un ull de bou. Corona la façana una petita espadanya amb un arc de mig punt.
A partir del 1973 ocupa l'antiga casa dels ermitans una comunitat de Monges Benedictines, que des d'aleshores tenen cura del Santuari.

## La imatge de la Mare de Déu

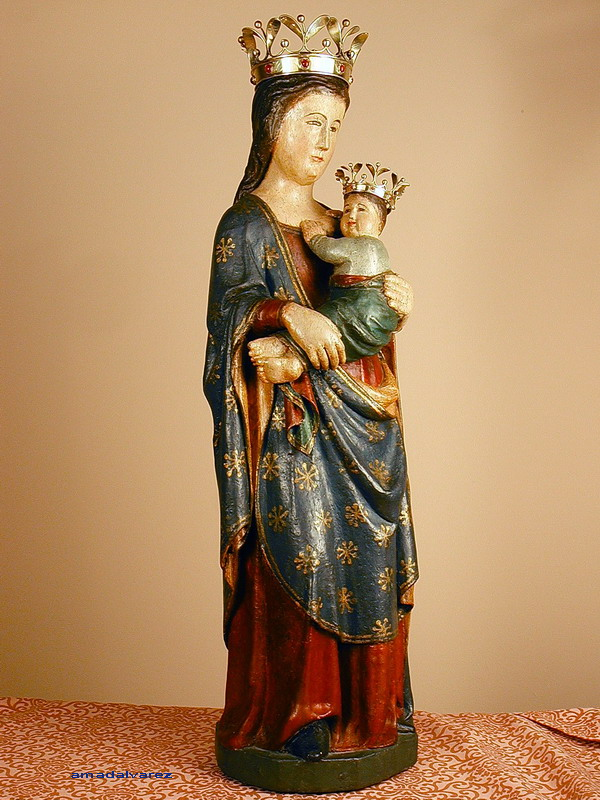
Imatge de la Mare de Déu

La Imatge entronitzada al cambril del Santuari és la primitiva talla gòtica. És una figura de la Mare de Déu dempeus alletant el Nen Jesús, que sosté en braços. Té una alçada de 69 centímetres, és policromada i daurada. Porta una túnica vermellosa i un mantell en plecs de color blau i presenta una mirada dolça i maternal. En els seus orígens tant la Verge com el Nen Jesús portaven sengles corones d'argent.
La Imatge es venerava a l'església de Sant Pau de Montmany des del segle xv. A mitjans del segle xvii ja sorgeix el nom de Mare de Déu de Puiggraciós. I és que en aquella època els feligresos de Montmany, cada 25 de març, pujaven amb la Imatge en processó al cim del Puiggraciós, prop d'on avui hi ha el Santuari. En aquella diada es beneïa el terme municipal i es repartien panets beneïts entre els assistents al romiatge. La llegenda explica que la Imatge fou trobada per un pastor i un bou molt a prop del Santuari, on hi ha una petita capelleta, a la vora de la torre que s'havia utilitzat per a l'antic telègraf òptic i que està declarada bé cultural d'interès nacional.
Consta que l'any 1698 ja s'emprava la invocació de Mare de Déu de Puiggraciós. L'any 1953 es va practicar una acurada restauració de la Imatge que està exposada al cambril, sobre un pedestal decorat amb escuts de Montserrat, Núria, Mercè i del Roser. El 8 de setembre de 1982, el cardenal Jubany presidí la festa del 25è aniversari de la restauració del Santuari.